# Starunia (gmina)
Starunia – dawna gmina wiejska w powiecie nadwórniańskim województwa stanisławowskiego II Rzeczypospolitej. Siedzibą gminy była Starunia.
Gminę utworzono 1 sierpnia 1934 r. w ramach reformy na podstawie ustawy scaleniowej z dotychczasowych gmin wiejskich: Grabowiec, Hwozd, Mołotków, Starunia i Żuraki. Grabowiec (z Kopaczówką) stanowił eksklawę gminy Starunia, oddzieloną od głównej części pasmem gmin Przerośl i Lachowce.
Po II wojnie światowej obszar gminy znalazł się w ZSRR.